# Mouaville
Mouaville – miejscowość i gmina we Francji, w regionie Grand Est, w departamencie Meurthe i Mozela.
Według danych na rok 1990 gminę zamieszkiwały 52 osoby, a gęstość zaludnienia wynosiła 6 osób/km² (wśród 2335 gmin Lotaryngii Mouaville plasuje się na 993. miejscu pod względem liczby ludności, natomiast pod względem powierzchni na miejscu 694.).